# Telemedicin
 Denne artikel omhandler overvejende eller alene danske forhold. Hjælp gerne med at gøre artiklen mere almen.
 Der er for få eller ingen kildehenvisninger i denne artikel, hvilket er et problem. Du kan hjælpe ved at angive troværdige kilder til de påstande, som fremføres i artiklen.

Telemedicin defineres som digitalt understøttede sundhedsfaglige ydelser over afstand. Ved telemedicin inddrager en autoriseret sundhedsfaglig person sammen med patienten en lægelig specialist gennem digitale medier såsom e-mail, video, billeder, lyd og måleenheder og -resultater.

## Baggrund
Danske Regioner fremlagde i 2009 en plan for fremtidens sundhedsvæsen. I fremtiden vil der blive flere ældre og flere kronikere, færre hænder, skærperede krav til service og flere behandlingsmuligheder. Disse faktorer vil øge udgifterne til det Danske Sundhedsvæsen og sætte Sundhedsvæsnet under et økonomisk pres. I bestræbelserne på at imødekomme de fremtidige tilstande og samtidig endog optimere det nuværende sygehusvæsen ønsker Danske Regioner at foretage investeringer på det teknologiske felt og indføre Telemedicin. Dette skal skabe merværdi i forhold til kvalitet, effektivitet og økonomi i forlængelse af de nævnte, fremtidige udfordringer såsom en ældre befolkning, en stigning i af antallet af patienter med kroniske sygdomme og en parallel stigning i antallet dyrere behandlingsmetoder Derudover er formålet med telemedicin at eliminere den fysiske afstand for en behandling. I princippet skal mulighederne for behandling være den samme for såvel befolkningsgrupper i Udkantsdanmark som for befolkningsgrupper i storbykommuner. 

## Potentiale
Telemedicin skal forbedre behandlingskvaliteten for patienter, lette sundhedspersonalets arbejdsgange og mindske trækket på det offentliges ressourcer. Ydermere er ønsket, at der drages fordel af de mange fremtidige patienter med én eller flere kroniske sygdomme. Målet er således, at patienten inddrages mere i behandlingsforløbet og på den måde bliver en central aktør. Dette skulle i sidste ende gøre patienten til en ekspert i vedkommendes eget sygdomsforløb. 

## Metoder
Telemedicinsk kommunikation sker på baggrund af:
- Hjemmemonitorering

- Videokonference

- Billedudveksling

Til at effektuere telemedicinske kommunikationsmetoder tages der udgangspunkt i anvendelsen af følgende teknologier:
- mobiltelefon

- Måleudstyr (og andre devices) i patienters hjem

- Bokse til opsamling og transmission af data

- Videokonference

- Shared care journaler og/eller -portaler

- Databaser/visning af måledata

Med afsæt i disse grundlæggende metoder har Regionernes Sundheds-IT opstillet en strategi for telemedicin i Danmark, og jf. strategien skal optimeringen af sygehusdriften inddeles i fire overordnede fokusområder: 
- Telemedicin præhospital

- Telemedicin internationalt

- Telemedicin intra-/interhospital

- Telemedicin mellem hospital og patient hjemme vice versa

I strategien anbefales at benytte standardiserede metoder (f.eks. Model for Assessment of Telemedicine - MAST modellen) til at sikre nødvendig systematisk opsamling af viden og dokumentation af telemedicinske løsninger.

## Nuværende status

### Forsøg med telemedicinsk udstyr i Københavns Kommune hos borgere med KOL
Københavns Kommune testede i 2013 det telemedicinske setup hos seks borgere med kronisk obstruktiv lungesygdom (KOL). Formålet med forsøget var, at telemedicinen skulle mindske antallet af genindlæggelser umiddelbart efter, at en KOL-patient var blevet udskrevet. Dette skyldes netop, at mange KOL-patienter har oplevet at blive genindlagt i kølvandet på en udskrivelse. Det telemedicinske udstyr blev opstillet i borgernes (KOL-patienternes) hjem 14 dage efter udskrivelse. Udstyret skulle anvendes tre gange ugentligt. Derudover inkluderede det telemedicinske udstyr en akutknap, som satte borgeren i direkte forbindelse med forebyggelsescentret.

### Forsøgspersonernes reaktioner på telemedicin
Borgerne indlemmet i forsøget fandt generelt telemedicinen anvendelig som en tryghedsgivende faktor, der samtidig skabte et godt grundlag for en kontaktflade, som sikrede en god kommunikation mellem det sundhedsprofessionelle personale og den enkelte borger. Fra et sundhedsmæssigt perspektiv var de overordnede reaktioner fra borgerne, at de i forvejen var i besiddelse af værktøjer og strategier, som kunne anvendes i forbindelse med deres sygdom (KOL). Derfor var telemedicinen i dette tilfælde mere eller mindre overflødig. Fra et rent logistisk synspunkt fandt borgerne den telemedicinske konsultation tre gange ugentligt som et forstyrrende element i deres hverdag. Efter forsøget blev det konkluderet, at telemedicin ud fra kvantitative vurderingskriterier synes at være et godt supplement til det nuværende sygehusvæsen og samtidig virker til at kunne implementeres og tages i anvendelse i fremtiden. Kvalitativt påviser forsøget dog, at der samtidig skal tages højde for den enkelte borgers livsførelse og håndtering af en given sygdom, eller vil det telemedicinske tiltag ikke øge kvaliteten af sygehusførelsen men blot blive degraderet og være sidestillet med andre behandlingsformer. 

## På vej mod telemedicin: e-mailkonsultationer
En række praktiserende læger er begyndt at tilbyde e-mailkonsultationer, hvor man gennem e-mails som kommunikativt medie kan sende spørgsmål til sin læge, såfremt lægen er tilmeldt denne service. 

## Telemedicin: receptpligtig medicin
Apotekerforeningen ønsker, i tråd med telemedicinen, at nedbryde barrierene mellem tykt og tyndt befolkede områder og tilbyde medicin og medicinal rådgivning til alle bosiddende i Danmark uanset bopælens placering. I gennemsnit har hver dansker 3,8 kilometer til nærmeste apotek. Denne afstand reduceres til 1,7 kilometer hvis man ved indlevering af recept kan vente med at få udleveret sin medicin til senere på dagen eller dagen efter. 

### Fysiske apoteker
Til trods for at 91% af den danske befolkning er tilfreds med den nuværende afstanden til det nærmeste apotek, ønsker Apotekerforeningen i bestræbelserne efter at reducere afstanden til nærmeste apotek at etablere flere fysiske enheder i Danmark. Dette er dog ikke ubetinget muligt at opfylde grundet strukturpejlemærker opsat af myndighederne. 

### Online-apoteker
I den nutidige ordning mellem praktiserende læger og apoteker udskrives recepter på medicin elektronisk. Dette gør det muligt at følge med sin sundhedshistorik online. Ved tilstedeværelsen af elektroniske recepter muliggøres online køb af receptpligtig medicin også hos registrerede danske apoteker. Online køb af receptpligtig medicin hos danske apoteker sker ved hjælp af NemID. For udlevering af receptpligtig medicin er en recept fra en praktiserende læge udskrevet enten i forbindelse med et fysisk besøg eller gennem telemedicinsk interaktion således påkrævet.

### Private sundhedsudbydere
Receptpligtig medicin kan også erhverves gennem private udbydere. Private udbydere distribuerer receptpligtig medicin gennem online-konsultationer, hvor patienten skal angive personlige oplysninger om general helbredsmæssig tilstand og eventuelle symptomer på en sygdom. På den baggrund patienten købe og få tilsendt receptpligtig medicin. Jf. § 5 i Bekendtgørelse om privates indførsel af lægemidler i medfør af § 39, stk. 4, og § 104, stk. 2, i lov nr. 1180 af 12. december 2005 om lægemidler står der nævnt, at private personer til sygdomsforebyggelse eller -behandling kan indføre lægemidler pr. post, kurerforsendelse o.l., som er lovligt indkøbt i EU-medlemsland eller et land omfattet af EØS-aftalen. Da patienter kan købe receptpligtig medicin gennem private udbydere, som fx er registreret i Storbritannien, er den receptpligtige medicin erhvervet lovligt i et EU-land, hvorfor den derefter kan indføres til Danmark. Der kan argumenteres for, at processen og de anvendte processor tenderer til den telemedicinske fremgangsmåde fremlagt at Sundhedsmyndighederne til anvendelse i statslig øjemed. Da der netop er tale om private udbydere, har det affødt en kritisk reaktion fra netop Sundhedsmyndighederne.
På EU-plan har man samarbejdet om at oprette et nyt logo, for at give forbrugere endnu et værktøj til at identificere private sundhedsudbydere, som tilbyder lovlig behandling. Sundhedsmyndighederne i de enkelte medlemslande vedligeholder lister over hvilke apoteker, som har fået godkendelse til salg af medicin online.

## Fremtidsudsigter for telemedicin
Telemedicin vil vinde større og større indflydelse i fremtidige sundhedsorganer, ikke kun nationalt men på EU-plan. Således har EU-Kommissionen fremlagt en 2012-2013-plan for e-Health, som har fokus på ”health, demographic change and wellbeing” på EU-niveau gennem telemedicin. 